# 아버지를 찾아서 (2006년 영화)
《아버지를 찾아서》(중국어: 背鸭子的男孩, Taking Father Home)는 중국에서 제작된 잉량 감독의 2006년 영화이다. 잉량 감독의 첫 장편 영화이다. 영화 전반은 카메라를 임대하여 촬영하였다. 이 영화의 중국어 제목을 그대로 번역하면 "오리를 나르는 남자아이"이며 이는 이 영화에서 반복되는 포티프이다.